# Wiatrowo (Damnica)
Wiatrowo (deutsch Viatrow, 1938–45 Steinfurt, kaschubisch Wiatrowò) ist ein Dorf in der polnischen Woiwodschaft Pommern und gehört zur Landgemeinde Damnica (Hebrondamnitz) im Powiat Słupski (Kreis Stolp).

## Geographische Lage
Wiatrowo liegt in Hinterpommern, etwa  neun Kilometer nördlich von Damnica (Hebrondamnitz) am linken Ufer der Lupow (polnisch: Łupawa). Bis zur südwestlich liegenden Kreisstadt Słupsk (Stolp) sind es 26 Kilometer. Über eine Stichstraße ist das Dorf mit der von Będziechowo (Bandsechow) nach Damno (Dammen) und Potęgowo (Pottangow) führende Nebenstraße verbunden. Die nächste Bahnstation ist Damnica an der Bahnstrecke von Stargard in Pommern nach Danzig.

## Ortsname
Namensformen sind: Vatrow (1274), Vetrowe (1283), Viattro (1426), Viatrow (bis 1937), Steinfurt (1938–45) und ab 1945 Wiatrowo. Die deutsche Bezeichnung Viatrow kommt nur hier vor, der polnische Name Wiatrowo erscheint noch einmal in der Woiwodschaft Großpolen.

## Geschichte
Wiatrowo war seiner historischen Dorfform nach ein großes Angerdorf. Im Jahre 1274 verlieh Herzog Mestwin II. von Pommerellen die Dörfer Viatrow und Liepen (heute polnisch: Lipno) dem Kloster Kolbatz. 1476 war es ein Stojentinsches Lehen, 1690 ging es auf Ewald von Puttkamer über, und 1695 auf die von Galbrecht.
Im Jahre 1774 kam der Besitz an Christoph von Pirch, der ihn an Wilhelm Leopold von Mitzlaff verkaufte. Um 1784 gab es hier ein Vorwerk, vier Bauern, drei Kossäten, einen Schulmeister und insgesamt elf Haushaltungen.
Noch 1834 werden die von Mitzlaffs auf Viatrow genannt. Danach hatte es wechselnde Besitzer, letzter Eigentümer vor 1945 war Martin Steifensand.
Im Jahre 1910 lebten in Viatrow 168 Einwohner, 1933 waren es 167, und 1939 zählte Steinfurt 198 Bewohner.
Bis 1945 war Viatrow, das ab 1938 Steinfurt hieß, ein Ort im Landkreis Stolp im Regierungsbezirk Köslin in der preußischen Provinz Pommern. Zur Gemeinde gehörten die beiden Ortschaften Alter Krug (auch Unter Viatrow genannt) und Viatrow Gut (auch Hohen Viatrow). Sie war in den Amts- und Standesamtsbezirk Bewersdorf (heute polnisch: Bobrowniki) eingegliedert und lag im Gendarmerie Hebrondamnitz (Damnica) sowie im Amtsgerichtsbereich Stolp (Słupsk).
Am 8. März 1945 wurde Steinfurt von sowjetischer Infanterie kampflos besetzt. Im Sommer 1945 kamen Polen in das Dorf. Die Bevölkerung wurde ab Mitte Mai 1947 vertrieben. Viatrow (bzw. Steinfurt) wurde unter der Bezeichnung Wiatrowo polnisch und ist heute ein Teil der Gmina Damnica im Powiat Słupski in der Woiwodschaft Pommern (1975–1998 Woiwodschaft Stolp) bei 79 Einwohnern.

## Kirche
Vor 1945 war die Bevölkerung von Viatrow alias Steinfurt überwiegend evangelisch. Das Dorf war eines von dreizehn umliegenden Dörfern, die zum Kirchspiel Dammen (heute polnisch: Damno) im Kirchenkreis Stolp-Altstadt im Ostsprengel der Kirchenprovinz Pommern der Kirche der Altpreußischen Union gehörten. Letzter deutscher Geistlicher war Pfarrer Magnus Erdmann.
Nach 1945 – bei fast ausnahmslos katholischer Bevölkerung – ist die pfarramtliche Anbindung von Wiatrowo an Damno (Dammen) geblieben. Die Pfarrei ist jetzt in das Dekanat Główczyce (Glowitz) im Bistum Pelplin der Katholischen Kirche in Polen eingegliedert. Hier lebende evangelische Kirchenglieder gehören zur Filialkirche Główczyce (Glowitz) der Kreuzkirchengemeinde in Słupsk (Stolp) in der Diözese Pommern-Großpolen der Evangelisch-Augsburgischen Kirche in Polen.

## Schule
Bereits um 1784 wird in Viatrow ein Schulmeister genannt. In der 1932 einstufigen Volksschule wurden 28 Kinder von einem Lehrer unterrichtet. Letzter deutscher Schulhalter war Richard Knitt.